# Шведские бояре
Шведские бояре — группа шведских дворянских родов русского боярского происхождения, в конце XVI — начале XVII века вступивших в шведскую службу, представители которых были инкорпорированы в шведское дворянство. В Швеции их называли baijorer, ryss(e)baijorer [ba’ju: rəɹ].
Список семейств:
- Apollof (Опалев, Опалов, одна из ветвей известна как Zebstrieff)
- Rosladin (Розладин)
- Baranoff (Баранов)
- Aminoff (Аминев, ветвь вернулась на Русь как Аминов)
- Kalitin и Callentin (Калитин)
- Butterlin (Бутурлин)
- Zebotaioff и Sabotaioff (Чеботаев)
- Pereswetoff-Morath (Пересветов-Мурат)
- Clementeoff (Клементьев)
- Nassokin (Насакин, не Нащокин)
- Golawitz (Головачев)
- Rubzoff (Рубцов из смоленских посадских людей)

Также изредка упоминаемы среди шведских дворянских семей:
- Homutoff (Хомутов)
- Carpofski (Карповский)
- Luhmenoff (Лугменов)

После перехода в подданство шведского королевства владели землями в Ингрии, Ливонии и Эстляндии. Многочисленные потомки этих семейств, будучи офицерами шведской армии, приняли участие в Северной войне.